# Code Black (musicien)
Pour les articles homonymes, voir Code Black et Black.
Code Black, de son vrai nom Corey Soljan (né le 30 juillet 1987 à Sydney), est un producteur et DJ australien de hardstyle. Son style de production tient du rawphoric. Il fait paraître ses œuvres aux labels Fusion Records et WE R. Depuis ses débuts, il participe à différents festivals tels que Defqon.1, Tomorrowland, Decibel Outdoor et Airbeat One.

## Biographie
Ancien membre du groupe Bioweapon (un duo entre Code Black et Audiofreq), Soljan parvient à trouver le succès dans une carrière solo aux Pays-Bas. Il se popularise initialement dans la scène hardstyle grâce à ses titres Red Planet en 2011, Can't Hold Me Back en 2012 et Pandora en 2013. Au fil de sa carrière, il joue dans de grands événements notables tels que Mystery Land, Tomorrowland, HardBass, Decibel, Euphoria, et le festival Defqon.1 organisé sur les sols néerlandais et australiens. Et il a été plusieurs fois l'anthem maker des grandes festivités notamment le festival Defqon.1 Australia en 2014.  
Son single Brighter Day atteint la 28e place des classements néerlandais en 2013. La même année, il est listé comme le 15e meilleur DJ du National Top 50 DJs australien. En 2014, il est pour la première fois listé au DJ Mag à la 92e place.
Le 13 août 2018, il sort son premier album Journey, qui contient 19 chansons,. Il y a notamment des collaborations avec Toneshifterz, Adrenalize ou Da Tweekaz, ainsi qu'un remix de Lighthouse de Nicky Romero, qu'il a également produit avec Toneshifterz. L'année suivante, en 2019, Code Black entame une tournée mondiale en promotion de l'album. En 2023, il s'associe avec Darren Styles pour sortir le single Feel Love.

## Discographie

### Albums studio
- 2018 : Journey

### EP
- 2012 : Activated / Your Moment (avec Wasted Penguinz)
- 2018 : Chapter 1
- 2018 : Chapter 2
- 2018 : Chapter 3

### Singles
- 2011 : Visions
- 2011 : Red Planet
- 2012 : F.E.A.R.
- 2012 : Can't Hold Me Back
- 2012 : About the Music
- 2013 : Brighter Day
- 2013 : R.E.V.O.L.U.T.I.O.N.
- 2013 : I.N.C.O.N.T.R.O.L.
- 2013 : Feels Good
- 2014 : Pandora
- 2014 : Tonight Will Never Die (avec Brennan Heart)
- 2014 : Accelerate (Official XXlerator Anthem 2014) (avec Atmozfears)
- 2014 : Starting Over (avec Atmozfears)
- 2014 : Unleash the Beast (Defqon.1 Australia Anthem 2014)
- 2014 : Tonight Will Never Die (Audiotricz Remix) (avec Brennan Heart)
- 2015 : Draw Me Closer
- 2015 : Accelerate (Darren Styles Edit) (avec Atmozfears)
- 2015 : New World (feat. Chris Madin)
- 2015 : End Like this (avec Wasted Penguinz, feat. Insali)
- 2015 : Kick It Up Now (avec Toneshifterz)
- 2015 : Triangle
- 2015 : Predator
- 2016 : See the Light (avec Da Tweekaz et Paradise)
- 2016 : Dragonblood (Defqon.1 Australia Anthem 2016) (mit Audiofreq und Toneshifterz)
- 2016 : Are You Ready
- 2017 : Wild Ones
- 2018 : Broken (avec Brennan Heart et Jonathan Mendelsohn)
- 2018 : Sparks (avec Darren Styles)
- 2019 : GTFO (avec Hard Driver)
- 2020 : FUCK YEAH (avec Timmy Trumpet, Will Sparks, feat. Toneshifterz)
- 2020 : Accelerate (Chill Mix) (avec Atmozfears)
- 2020 : Shake Ya Shimmy (avec Da Tweekaz)
- 2020 : All or Nothing (avec Atmozfears et Toneshiferz)
- 2020 : One In a Million (avec Atmozfears ; feat. David Spekter)
- 2020 : Fade Away (avec Sickddellz)
- 2021 : Kyoto
- 2023 : Feel Love (avec Darren Styles)